# Callipodidae
Callipodidae é uma família de milípedes pertencente à ordem Callipodida.
Géneros:
- Anopetalum Verhoeff, 1941
- Callipus Risso, 1826
- Euopus Leach, 1830
- Lisiopetalum
- Sardopus Strasser, 1974
- Silvestria